# Coptopterygidae
Coptopterygidae – rodzina modliszek z podrzędu Eumantodea i nadrodziny Acanthopoidea. Obejmuje 24 opisane gatunki. Zamieszkują Amerykę Południową i południe Stanów Zjednoczonych.

## Morfologia

### Owad dorosły
Modliszki przeciętnych do dużych rozmiarów, osiągające od 30 do 120 mm długości ciała. W ubarwieniu ich dominują najczęściej zielenie, rzadziej brązy. Przedstawiciele rodzaju Coptopteryx wykazują dość typowy dla rzędu pokrój ciała, podczas gdy u rodzaju Brunneria ciało jest wysmuklone i upodobnione do patyka, łodygi lub źdźbła.
Tułów ma dobrze zaznaczone rozszerzenia nadbiodrowe. W użyłkowaniu skrzydeł przedniej pary (tegmin) zaznaczają się wydłużone pterostygmy. U samic skrzydła przedniej pary są skrócone. Skrzydła tylnej pary u samców są w pełni wykształcone, natomiast u samic są bardzo mocno uwstecznione i nie sięgają poza tylną krawędź tergitu pierwszego segmentu odwłokowego. Skrócenie skrzydeł przednich i prawie całkowita redukcja tylnych u samic stanowią autapomorfie rodziny. Na spodzie zatułowia nie występuje pojedynczy narząd tympanalny (ucho cyklopowe). Chwytne odnóże przedniej pary ma na udzie trzy kolce dyskoidalne i pięć kolców tylno-brzusznych. Zanik jednego z kolców dyskoidalnych względem pierwotnego planu budowy nadrodziny stanowi kolejną autapomorfię Coptopterygidae. Odnóża pary środkowej i tylnej pozbawione są kolców.
Przysadki odwłokowe są niespłaszczone i krótsze niż połowa długości odwłoka. Płytka nadobytowa przybiera trójkątny kształt. Genitalia samca odznaczają się w pełni zesklerotyzowanymi fallomerami i porozdzielanymi wyrostkami zespołu lewej strony. Fallomer brzuszny cechuje się umieszczonym po prawej stronie płatem nasadowym, uwstecznionym i przemieszczonym na stronę lewą pierwotnym wyrostkiem dystalnym oraz wykształconym i na prawo sterczącym wtórnym wyrostkiem dystalnym. Prawy fallomer dysponuje dobrze rozwiniętym, dużym, haczykowatym, zaostrzonym, ku tyłowi sterczącym wyrostkiem zesklerotyzowanym. Apofiza falloidalna zaopatrzona jest w płat przedni. Fallomer lewy nie ma zaokrąglonego płata na blaszce grzbietowej.

### Kokon jajowy
Kształt ooteki jest prostokątny lub beczułkowaty z rurkowatym lub kolcopodobnym wyrostkiem odsiebnym. Rejon wylęgowy zredukowany jest do pojedynczego otworu dla nimf umieszczonego na szczycie tego wyrostka. Kokony przytwierdzane są stroną brzuszną do gałęzi, łodyg i rozgałęzień roślin. U rodzaju Brunneria ooteka zabezpieczana jest od zewnątrz materiałem sztywno przyklejonym do jej zewnętrznych ścian.

## Ekologia i występowanie
Owady te zamieszkują rozmaite siedliska na terenach o wykształconej zmienności pór roku, od półpustynnych po suche obszary leśne. Bytują na trawach, roślinach zielnych, krzewach i drzewach.
Rodzina głównie neotropikalna. Większość gatunków występuje w Ameryce Południowej, z pominięciem Amazonii. Na północ dochodzą tam do Wenezueli i Kolumbii. Wyjątkowa na tle rodziny jest Brunneria borealis zamieszkująca południowe krańce Stanów Zjednoczonych. Nie stwierdzono dotąd Coptopterygidae w Ameryce Środkowej.

## Taksonomia i ewolucja
Takson ten wprowadzony został w 1915 roku przez Ermanna Giglio-Tosa na łamach „Bullettino della Società Entomologica Italiana” pod nazwą Coptopteriges. W systemie Giglio-Tosa z 1919 roku klasyfikowany był w podrodzinie Photininae w obrębie modliszkowatych, a w systemie Antona Handlirscha z 1930 roku w podrodzinie Mantinae. W klasyfikacjach Maxa Beiera z 1964 roku oraz Reinharda Ehrmanna i Rogera Roya z 2002 roku miał rangę plemienia Coptopterygini w obrębie Photininae. W bazującym na wynikach molekularnej analizy filogenetycznej systemie Julia Riviery i Gavina J. Svensona z 2016 roku otrzymał rangę osobnej rodziny Coptopterygidae w obrębie nowej nadrodziny Acanthopoidea. Tak sklasyfikowany został w systemie Chirstiana J. Schwarza i Roya z 2019 roku.
Do rodziny tej należą 24 opisane gatunki zgrupowane w dwóch rodzajach:
- Brunneria Saussure, 1869
- Coptopteryx Saussure, 1869.

Według wyników analiz Riviery i Svensona z 2016 roku oraz Schwarza i Roya z 2019 roku Coptopterygidae zajmują pozycję siostrzaną dla kladu tworzonego przez Liturgusidae, Photinaidae i Acanthopidae. Klad tworzony przez te cztery rodziny cechować ma synapomorfia w postaci obecności w pierwotnym planie budowy odnóża chwytnego pięciu kolców tylno-brzusznych na udzie.